# Black Panthers (film 1968)
Black Panthers è un cortometraggio documentario del 1968 diretto da Agnès Varda.

## Trama
Il documentario descrive le proteste dell'organizzazione afroamericana delle Pantere Nere a Oakland per l'arresto del loro fondatore Huey P. Newton, dopo l'omicidio dell'agente di polizia John Frey nel 1967.

## Distribuzione
È stato distribuito, in Italia, sulla piattaforma di streaming on-demand MUBI a partire dal 15 gennaio 2023.